# 경기테크노파크
경기테크노파크는 경기도 안산시에 위치한 테크노파크이다. 이사장은 경기도지사가, 부이사장은 안산시장이 겸임한다.

## 설립 목적
- 경기지역 산학연관 유기적 협력체계 구축
- 지역산업의 기술고도화와 기술집약적 창업 지원

## 연혁
- 1998년 9월 17일: 재단법인 안산테크노파크 설립
- 2003년 5월: 재단법인 경기테크노파크로 변경
- 2005년 1월: 경기지식재산센터 개소
- 2008년 9월: RIT(Robot&IT)센터(5동) 준공
- 2009년 4월: 안산사이언스밸리(ASV)브랜드 선포
- 2019년 6월: 경기안산강소연구개발특구 지정
- 2023년 12월: 디지털전환허브 개관

## 조직
- 이사장
- 부이사장
- 감사
- 이사회

### 원장
- 운영위원회
- 윤리감사팀
- 전략사업본부
- 기술지원본부
- 경영지원본부
- 지역산업본부

### 미션 및 비전
- 미션 : 경기도 지역 혁신과 산업육성으로 지역경제 활성화 기여
- 비전 : 디지털혁신과 미래산업을 선도하는 기회발전소

## 대표사업

### 스마트공장 보급 및 확산
- 목적 : 경기 남부지역 중소제조기업의 경쟁력 강화를 위한 스마트공장 도입 지원
- 대상 : 경기남부 중소 중견 제조기업(21개 시군)[1]
- 내용 : 스마트공장구축(고도화1) 지원(전문가 컨설팅 포함)
- 링크 : https://www.smart-factory.kr/

### 경기도형 스마트공장 종합지원
- 목적 : 경기도 스마트제조혁신 지원을 통한 제조기업 경쟁력 강화, 미래 일자리 창출
- 대상 : 경기도 내 중소 중견 제조기업
- 내용 : 유형별 스마트공장 구축지원, 공급기술 개발 및 상용화 지원
- 링크 : https://pms.gtp.or.kr

### 찾아가서 도와주는 기술닥터
- 목적 : 기업 현장 중심의 맞춤형 1:1 애로기술 해결
- 대상 : 경기도 내 중소 제조기업
- 내용 : 컨설팅, 시제품 제작, 상용화, 시험분석 등 지원
- 링크 : https://tdoctor.gtp.or.kr

### 경기행복샵 입점지원
- 목적 : 道 내 중소기업 우수상품 온라인 홍보 전략 고도화 및 온라인 매출증대
- 대상 : 경기도 소재 중소제조기업, 장애인기업
- 내용 : 제품상세페이지, 홍보영상, 검색광고비, 라이브쇼핑, 택배비 지원, 온라인마케팅 실무교육 및 미니스튜디오 제품촬영 지원
- 링크 : https://pms.gtp.or.kr

### 지식재산 창출지원 및 창업촉진
- 목적 : 道 내 중소기업에서 보유 또는 개발하고 있는 우수기술 및 제품에 대하여 특허/실용, 디자인, 브랜드 지식재산권의 창출/보호/활용을 지원
- 대상 : 경기도 내 중소기업, 예비창업자
- 내용 : 지식재산 창출 지원, 지식재산 보호 지원, 지식재산 기반 창업촉진 지원
- 링크 : https://www.ripc.org/www2/regional/ansan/main.do